# Eastrington
 (mars 2012).
Si vous disposez d'ouvrages ou d'articles de référence ou si vous connaissez des sites web de qualité traitant du thème abordé ici, merci de compléter l'article en donnant les références utiles à sa vérifiabilité et en les liant à la section « Notes et références ».
Eastrington est un village du comté du Yorkshire de l'Est (en anglais East Riding of Yorkshire) en Angleterre, situé à environ 3 miles (4,8 km) du village de Howden.
La population d'Eastrington est estimée à 880 habitants.
Le village est desservi par la station de train d'Eastrington sur la ligne de Kingston-upon-Hull (communément dénommée Hull) à Selby.
Le village possède un magasin local et un pub (Le Black Swan).